# Reich und gnadenlos
Reich und gnadenlos ist eine italienische Komödie unter der Regie von Lina Wertmüller. Der Film wurde bei den 59. Oscar-Verleihungen als italienischer Beitrag für den besten fremdsprachigen Film ausgewählt, jedoch nicht als Nominierung angenommen.

## Handlung
Eine wohlhabende Lombardin, Fulvia Block, entführt Beppe Catanìa, einen sizilianisch-sardischen Spezialisten für Entführungen, und hält ihn bis zur angeblichen Rückzahlung  eines exorbitanten Lösegeldes gefangen. Die beiden verbringen dann eine Nacht voller Leidenschaft. Anschließend revanchiert sich der Entführte.